# Sclerophrys djohongensis
Sclerophrys djohongensis es una especie de anfibios anuros de la familia Bufonidae.

## Distribución geográfica y hábitat
Es endémica de la meseta Adamawa en Camerún y quizá en zonas adyacentes de Nigeria. Su hábitat natural incluye bosques tropicales o subtropicales secos y a baja altitud, montanos secos, sabanas, praderas tropicales o subtropicales a gran altitud y ríos.
Está amenazada de extinción por la pérdida de su hábitat natural.